# Carmel Busuttil
Carmel Busuttil (Rabat, 1964. február 29. –) válogatott máltai labdarúgó, csatár, edző. 1983-ban és 1986-ban az év máltai labdarúgója.

## Pályafutása

### Klubcsapatban
1979 és 1988 között a Rabat Ajax labdarúgója volt. Közben 1987–88-ban kölcsönben az olasz Verbania csapatában szerepelt. 1988 és 1994 között a belga KRC Genk játékosa volt. 1994 és 2001 között a Sliema Wanderers labdarúgója volt. A Rabat Ajax-szal két bajnoki címet és egy kupagyőzelmet ért el, a Sliemával egy-egy bajnoki és kupagyőzelmet szerzett.
1983-ban és 1986-ban az év máltai labdarúgójának választották.

### A válogatottban
1982 és 2001 között 113 alkalommal szerepelt a máltai válogatottban és 23 gólt szerzett. A magyar válogatott ellen két világbajnoki selejtező-mérkőzésen játszott. 1988. november 12-én hazai pályán, ahol 2–2-es, majd 1989. április 12-én Budapesten, ahol 1–1-es döntetlen született. A máltaiak mindhárom gólját ő szerezte.

### Edzőként
2003 és 2005 között illetve 2009–10-ben a máltai válogatottnál dolgozott segédedzőként. 2005–06-ban a Santa Lucija Net Stars, 2006 és 2008 között a Pietà Hotspurs vezetőedzője volt.

## Sikerei, díjai
- Az év máltai labdarúgója (1983, 1986)

 Rabat Ajax
- Máltai bajnokság
  - bajnok (2): 1984–85, 1985–86
- Máltai kupa
  - győztes: 1986

 Sliema Wanderers
- Máltai bajnokság
  - bajnok: 1995–96
- Máltai kupa
  - győztes: 2000